# 静岡県立池新田高等学校
静岡県立池新田高等学校（しずおかけんりつ いけしんでんこうとうがっこう）は、静岡県御前崎市池新田にある県立高等学校。

## 沿革
- 1919年（大正8年） - 笠南農業補習学校設立。
- 1926年（昭和元年） - 笠南公民実業学校と改称。
- 1929年（昭和4年） - 現在地に池新田村外9か村組合立池新田農学校設立。
- 1940年（昭和15年） - 女子部併設
- 1947年（昭和22年） - 県立移管
- 1948年（昭和23年） - 新学制実施により静岡県立池新田高等学校となる。普通科、農業科を設置。9月には定時制設置。
- 1963年（昭和38年） - 定時制募集停止
- 1966年（昭和41年） - 農業科募集停止
- 2005年（平成17年） - 普通科に特進コースを設置。このコースでは県内公立高校ではじめて[1]公文式学習を授業に導入した。

## 教育方針

### 校訓
礼譲・勤労・協同

## 交通
苗代田
しずてつジャストライン菊川浜岡線
- 菊川駅 方面
- 浜岡営業所 方面

緑町
しずてつジャストライン掛川大東浜岡線
- 掛川駅 方面
- 浜岡営業所 方面

## 出身者
- 植田恭史 (元三段跳び選手)
- 栗山さやか - 海外での支援活動
- 佐藤康幸 - 元プロ野球選手
- 清水園美 - 女優
- 長尾旬 - 元プロ野球選手
- 丸尾直美 - 経済学者、元中央大学教授
- MOCKY（音楽ユニット Jam9 メンバー）[2]
- 山内二郎 (元陸上選手)